# Муннінген
Муннінген (нім. Munningen) — громада в Німеччині, знаходиться в землі Баварія. Підпорядковується адміністративному округу Швабія. Входить до складу району Донау-Ріс. Складова частина об'єднання громад Еттінген-ін-Баєрн.
Площа — 22,78 км2. Населення становить 1721 ос. (станом на 31 грудня 2020).

## Галерея

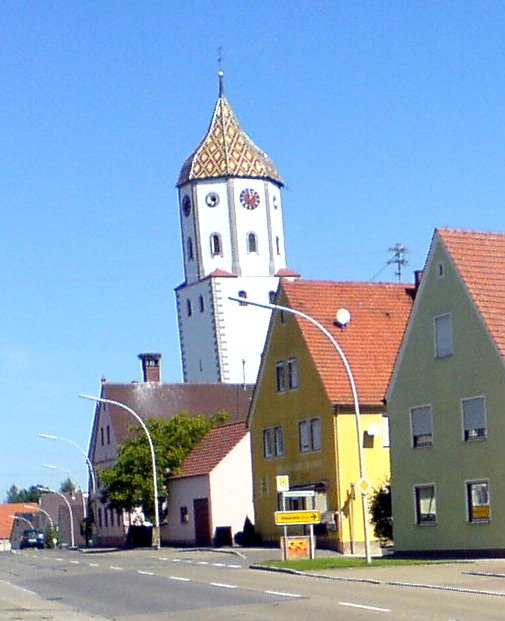